# Тернопільська міська територіальна громада
Тернопі́льська міська́ грома́да — територіальна громада в Україні, в Тернопільському районі Тернопільської області. Адміністративний центр — м. Тернопіль.
Площа громади — 167,9 км², населення — 227 528 осіб (2020).

## Історія
Утворена 14 листопада 2018 року шляхом приєднання Кобзарівської, Куровецької, Малашовецької та Чернихівської сільських рад Зборівського району до Тернопільської міської ради.
7 лютого 2020 року до складу громади приєдналась Городищенська сільська рада Зборівського району.

## Населені пункти
У склад громади входить 1 місто (Тернопіль) і 10 сіл:
- Вертелка
- Глядки
- Городище
- Іванківці
- Кобзарівка
- Курівці
- Малашівці
- Носівці
- Плесківці
- Чернихів